# Hemihyalea testacea
Hemihyalea testacea är en fjärilsart som beskrevs av Rothschild 1909. Hemihyalea testacea ingår i släktet Hemihyalea och familjen björnspinnare. Inga underarter finns listade i Catalogue of Life.